# La maestrina (film 1942)
La maestrina è un film del 1942 diretto da Giorgio Bianchi.
La pellicola, con Maria Denis come protagonista, vede il debutto come regista di Bianchi ed è tratta dall'omonima opera teatrale di Dario Niccodemi.

## Trama
Toscana, inizio del Novecento. In un piccolo paese di montagna arriva una nuova maestra, Maria Bini, che, con la sua estrema riservatezza, suscita la curiosità e i pettegolezzi della gente. Il giovane sindaco del paesino si sente attratto dalla ragazza e inizia a corteggiarla. Alla fine lei gli rivela tutto: lei abitava poco distante ma venne sedotta da un ricco possidente che non aveva intenzione di sposarla, Maria dette alla luce una bambina che però dopo pochi giorni morì. Disperata la ragazza si fece convincere a partire per il sud America ma sul piroscafo la ragazza scoprì di essere stata lasciata sola. Dopo tanti anni Maria ha deciso di tornare per poter piangere su una tomba, anche se non della sua bambina.
Il sindaco inizia ad indagare su chi possa essere il seduttore e finalmente scopre la sua identità, scopre inoltre che la figlia non era morta ma era stata data a balia e adesso è una delle bimbe della scuola.
Maria decide di partire assieme alla figlia appena ritrovata ma lungo la strada anche il sindaco si unisce a loro deciso a sposare la ragazza.

## Produzione

### Cast
È il primo film di Giovanna Ralli, all'epoca una bambina di sette anni.

### Riprese
Il film girato negli Studi di Cinecittà, comprese esterni nel Cusio, una delle scene più caratteristiche fu quella del 'matrimonio dei pastori' girata sul sagrato della chiesa del Sacro Monte di Orta.

## Promozione

### Manifesti e locandine
La realizzazione dei manifesti del film, per l'Italia, fu affidata al pittore cartellonista Anselmo Ballester. 

## Distribuzione
Il film fu distribuito nelle sale cinematografiche italiane l'8 ottobre del 1942.

## Accoglienza

### Critica
La protagonista Maria Denis venne definita dai critici l'attrice che sapeva sorridere tra le lacrime.
(G. De Santis)
(Diego Calcagno)

## Opere correlate
L'opera di Niccodemi era già stata trasposta al cinema otto anni prima con un omonimo film diretto da Guido Brignone con Andreina Pagnani come protagonista.